# Bolbitis crispatula
Bolbitis crispatula är en träjonväxtart som först beskrevs av Nathaniel Wallich och C. B. Cl., och fick sitt nu gällande namn av Ren-Chang Ching. Bolbitis crispatula ingår i släktet Bolbitis och familjen Dryopteridaceae. Inga underarter finns listade.